# Matías Lequi
Matías Emanuel Lequi, né le 13 mai 1981 à Rosario, est un footballeur argentin reconverti entraîneur.
Il joue au poste de défenseur central. 

## Carrière
Lequi commence sa carrière à Rosario Central, le club de sa ville natale. Il rejoint ensuite River Plate, où il remporte le championnat de clôture en 2002 et 2003, participant par la même occasion à la Copa Libertadores. En Copa Libertadores, il inscrit un but contre l'équipe colombienne d'América Cali, le 20 mai 2003, lors des quarts de finale de cette compétition.
En 2003, il part en Europe, à l'Atlético Madrid. Il fait ses débuts en championnat d'Espagne le 31 août, et ne manque que quatre matchs de championnat dans la saison, avec 34 matchs disputés sur 38. 
L'été suivant, Lequi est prêté en Italie, à la Lazio Rome, mais il ne joue que 6 matchs en Serie A, et 3 en Coupe Intertoto. À son retour en 2005, il est prêté au Celta de Vigo, promu en Liga. Il retrouve une place de titulaire au sein d'une équipe qui termine à la sixième place. Il marque notamment face au Real Madrid et face à son ancien club, l'Atlético. 
Le Celta obtient en fin de saison le transfert définitif du joueur, qui signe un contrat de quatre ans. Lequi dispute 8 matchs en Coupe de l'UEFA avec le Celta lors de la saison 2006-2007. Mais l'équipe est reléguée à l'issue du championnat 2006-2007, et ne parvient à remonter l'année suivante, alors que le joueur reçoit quatre cartons rouges dans la saison. Il est libéré de son contrat en août 2008, après un total de 80 matchs joués en championnat avec cette équipe. 
En 2009, après un an sans jouer, il signe en Grèce, à l'Iraklis Thessaloniki FC. Il dispute 14 matchs en championnat avec ce club. En janvier 2011, de nouveau libre de tout contrat, il signe pour six mois à Las Palmas, en Division 2 espagnole. Il dispute 17 matchs en Liga Adelante avec cette équipe.
Lors de l'été 2011, il décide de revenir en Argentine et retrouve son club formateur, qui évolue en deuxième division. Il y obtient immédiatement une place de titulaire, prenant part à 31 matchs de championnat en 2011-2012. Il joue ensuite au Club Atlético All Boys, en première division, avant d'être transféré au Paraguay, en faveur du Club Sportivo Luqueño. Il inscrit 8 buts dans le championnat du Paraguay, puis retourne ensuite en Argentine, pour jouer avec les clubs d'Aldosivi et de Sarmiento.

## Palmarès
River Plate
- Championnat d'Argentine : Vainqueur du Tournoi de clôture en 2002 et 2003

## Parcours entraîneur
- août 2024-novembre  :  CA Rosario Central